# Resolutie 355 Veiligheidsraad Verenigde Naties
Resolutie 355 van de Veiligheidsraad van de Verenigde Naties werd aangenomen op 1 augustus 1974. Dat gebeurde op de 1789ste vergadering van de Raad.

## Achtergrond
In 1964 hadden de VN de UNFICYP-vredesmacht op Cyprus gestationeerd na het geweld tussen de twee bevolkingsgroepen op het eiland. Deze was tien jaar later nog steeds aanwezig toen er opnieuw geweld uitbrak nadat Griekenland een staatsgreep probeerde te plegen en Turkije het noorden van het eiland bezette.

## Inhoud
De Veiligheidsraad:
- Herinnert aan de resoluties 186, 353 en 354;
- Merkt op dat alle staten hebben laten blijken, de soevereiniteit, onafhankelijkheid en territoriale integriteit van Cyprus te respecteren;
- Merkt de verklaring van de secretaris-generaal op de 1778ste vergadering op.
- Verzoekt de secretaris-generaal om, in verband met zijn verklaring, actie te ondernemen, in gedachte houdend dat een staakt-het-vuren de eerste stap is van resolutie 353;

## Verwante resoluties
- Resolutie 357 Veiligheidsraad Verenigde Naties
- Resolutie 358 Veiligheidsraad Verenigde Naties

Lijst ·  345 ·  346 ·  347 ·  348 ·  349 ·  350 ·  351 ·  352 ·  353 ·  354 ·  355 ·  356 ·  357 ·  358 ·  359 ·  360 ·  361 ·  362 ·  363 ·  364 ·  365 ·  366